# Beatrice Ensor

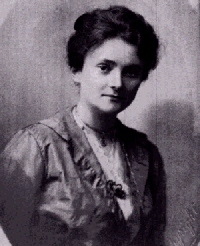
Beatrice Ensor

Beatrice Ensor (geb. Beatrice Nina Frederica de Normann; * 11. August 1885 in Marseille; † 1974 in London) war eine britische Reformpädagogin und Theosophin.

## Leben
Ihr Vater war Schiffskaufmann in Frankreich und Italien. In der Jugend las sie ein theosophisches Buch und trat 1908 in die Theosophische Gesellschaft ein. In England erlernte sie den Lehrerberuf und übernahm eine Schulinspektion von Mädchenschulen in Glamorgan County Council. Als sie eine Montessori-Schule in Cheltenham besuchte, wurde ihr Enthusiasmus für diese Form geweckt. Sie gründete 1914 eine erste Gruppe von Reformpädagogen. Im Ersten Weltkrieg arbeitete sie für den britischen Civil Service als Schulinspektorin, am Ende war sie für die Pädagogische Abteilung in der Theosophischen Gesellschaft tätig. 1916 heiratete sie den kanadischen Soldaten Robert Ensor, der auch Theosoph war. Von 1919 bis 1925 leitete sie eine theosophisch geprägte Schule in der Gartenstadt Letchworth Garden City.
Mit Maria Montessori und Adolphe Ferrière gründete sie 1921 in Calais die reformpädagogische internationale Organisation New Education Fellowship, für die sie mit A. S. Neill die englische Ausgabe der Zeitschrift New Era (in Home and School) herausgab. Auf den folgenden Kongressen, die alle zwei Jahre die führenden Reformpädagogen zusammenführten, war sie mit Elisabeth Rotten und Adolphe Ferrière im Vorstand und erwarb sich einen weltweiten Ruf in der Pädagogik. Die NEF benannte sich später um in World Education Fellowship, die wiederum auf die Gründung der UNESCO starken Einfluss hatte.
1925 gründete sie eine neue Montessori-Schule in Frensham Heights (Farnham (Surrey)). Nach einer Finanzkrise unternahm sie 1926 und 1928 Reisen in die USA. Mit ihrem Mann zog sie schließlich nach Südafrika, um eine Farm zu übernehmen. Nach dessen Tod 1934 konzentrierte sie sich allein darauf. Ihr Lebensende verbrachte sie wieder in England in der Nähe ihrer Familie. Sie erhielt einen Ehrendoktor der University of Western Australia.